# Critical Beatdown
Critical Beatdown l'album di debutto del gruppo musicale hip hop statunitense Ultramagnetic MCs, pubblicato il 4 ottobre del 1988 e distribuito da Next Plateau.
Universalmente applaudito dalla critica, l'album è considerato un «classico» underground.
Nel 1998 l'album fu inserito nella classifica 100 Best Rap Albums della rivista musicale The Source.
| Recensione                    | Giudizio |
| ----------------------------- | -------- |
| AllMusic                      | [ 1 ]    |
| Blender                       | [ 2 ]    |
| Encyclopedia of Popular Music | [ 3 ]    |
| NME                           | [ 4 ]    |
| Pitchfork                     | [ 5 ]    |
| Rolling Stone                 | [ 6 ]    |
| The Rolling Stone Album Guide | [ 7 ]    |
| Select                        | [ 8 ]    |
| The Source                    | [ 9 ]    |
| Spin Alternative Record Guide | [ 10 ]   |

## Tracce
Musiche di Ced-Gee (tracce 1-10, 12-15), Ultramagnetic MCs (tracce 1-10, 12-15), Paul (traccia 11).
1. Watch Me Now – 4:49
2. Ease Back – 3:24
3. Ego Trippin' (MC's Ultra Remix) – 2:32
4. Moe Luv's Theme – 2:20
5. Kool Keith Housing Things – 3:16
6. Travelling at the Speed of Thought (Remix) – 1:52
7. Feelin' It – 3:32
8. One Minute Less – 1:58
9. Ain't It Good to You – 3:33
10. Funky (Remix) – 3:42
11. Give the Drummer Some – 3:43 (musica: Paul C)
12. Break North – 3:24
13. Critical Beatdown – 3:43
14. When I Burn – 2:33
15. Ced-Gee (Delta Force One) – 2:47

Durata totale: 47:08

## Classifiche
| Classifica (1988)         | Posizione massima |
| ------------------------- | ----------------- |
| US Top R&B/Hip-Hop Albums | 57                |